# Carla Galli
Carla Galli (hivatalos nevén Gömöri Galina) (Kijev, ? –) író, szervezet- és személyiségfejlesztő tréner, motivációs előadó. Az 1989-ben alakult magyar Magyar Para-Kutatási Tudományos Társaság egyik alapító tagja. Fő területei a szellemi intelligencia, a vállalatvezetés, valamint az egyéni és kapcsolati fejlődés témaköre.
A parakutatás területén végzett munkája tovább folytatódott 1991-ben, amikor is szervezője és fordítója volt Albert Ignatyenko parafenomén magyarországi előadásainak. Ebben az évben indította Déri János riporter - a Déri János-díj névadó, szakmailag elismert szakembere – a Nulladik típusú találkozások című televíziós műsorát az MTV csatornáján. A műsor elkészítésére az Albert Ignatyenkoval és Carla Gallival való találkozás inspirálta. A műsor elkészítésében Carla Galli társszerzőként működött közre.

## Tanulmányai
Ukrajnában, Kijev városában született, majd nyolcéves korában az ottani kínai intézet bentlakásos iskolájába került. Az intézet célja az volt, hogy a keleti filozófia, kultúra területén jártas szakembereket képezzenek az orosz–kínai kapcsolatok fellendítésének érdekében. Diplomáját már Budapesten, az ELTE Bölcsészettudományi Karán szerezte 1979-ben.
A tréneri pályán 1990-es évek közepén indult el, szakképesítést a pszichodráma képzésen (1989-2002), az NLP Intézet NLP Master-Practitioner (1988-1989); valamint a Hellinger-módszert oktató Rendszerfelállítók Magyarországi Egyesületének képzése (2002-2006) által szerzett.

## Könyvei
- Mesés jóslások, 1989
- Jósnő vagy boszorkány? 1990
- Akar- e fenomÉN lenni? 1991
- Fiatalító jóga, 1995
- Ki fizeti a révészt? 2015[8]
- Újratervezés, 2016[9]